# Our Town (película)
Our Town (en España, Sinfonía de la vida) es una película estadounidense de género drama romántico estrenada en 1940. La película es una adaptación de la pieza del de teatro del mismo nombre, de Thornton Wilder, y contó con la actuación principal de Martha Scott (Emily Webb) y William Holden (George Gibbs). Otros actores de la película son Fay Bainter, Beulah Bondi, Thomas Mitchell, Guy Kibbee y Frank Craven. La obra fue adaptada por Harry Chandlee, Craven y Wilder. De la dirección se ocupó Sam Wood.
La película es una fiel reproducción de la obra de teatro, excepto por dos significantes cambios: la película usaba escenario, mientras que la obra no tenía; y los hechos del tercer acto, que en la obra giran en torno a la muerte de uno de los personajes principales, fueron cambiados por un sueño del que despierta Emily, y a partir de ese momento es capaz de recuperar su vida normal. El productor Sol Lesser trabajó con Wilder en esos cambios.
Una adaptación radiofónica de la obra que se hizo en el Lux Radio Theater el 6 de mayo de 1940 también hizo uso del cambio del final que se había hecho para la película.

## Reparto
- William Holden - George Gibbs
- Martha Scott - Emily Webb
- Fay Bainter - Mrs. Julia Gibbs
- Dix Davis - Joe Crowell Jr.
- Beulah Bondi - Mrs. Myrtle Webb
- Thomas Mitchell - Dr. Frank F. Gibbs
- Guy Kibbee - Mr. Charles Webb
- Tim Davis - Si Crowell
- Stuart Erwin - Howie Newsome
- Frank Craven - Mánager
- Doro Merande - Mrs. Louella Soames
- Philip Wood - Simon Stimson
- Ruth Tobey - Rebecca Gibbs (como Ruth Toby)
- Douglas Gardiner - Wally Webb
- Arthur B. Allen - Prof. Willard (como Arthur Allen)
- Charles Trowbridge - Rev. Dr. Ferguson
- Spencer Charters - Const. Bill Warren

## Premios
La película fue candidata al Óscar a la mejor película. Scott, quien repetía su papel sobre el escenario como Emily Webb, fue candidata al premio a la mejor actriz. Aaron Copland fue candidato como mejor música y Thomas T. Moulton fue candidato en la categoría de mejor sonido.